# Nitrosomonadales
Nitrosomonadales es un pequeño orden de Proteobacteria.  Incluye los géneros Nitrosomonas, Nitrosospira y Spirillum.